# Station Woźniki Śląskie
Station Woźniki Śląskie is een spoorwegstation in de Poolse plaats Woźniki.